# Cimabue

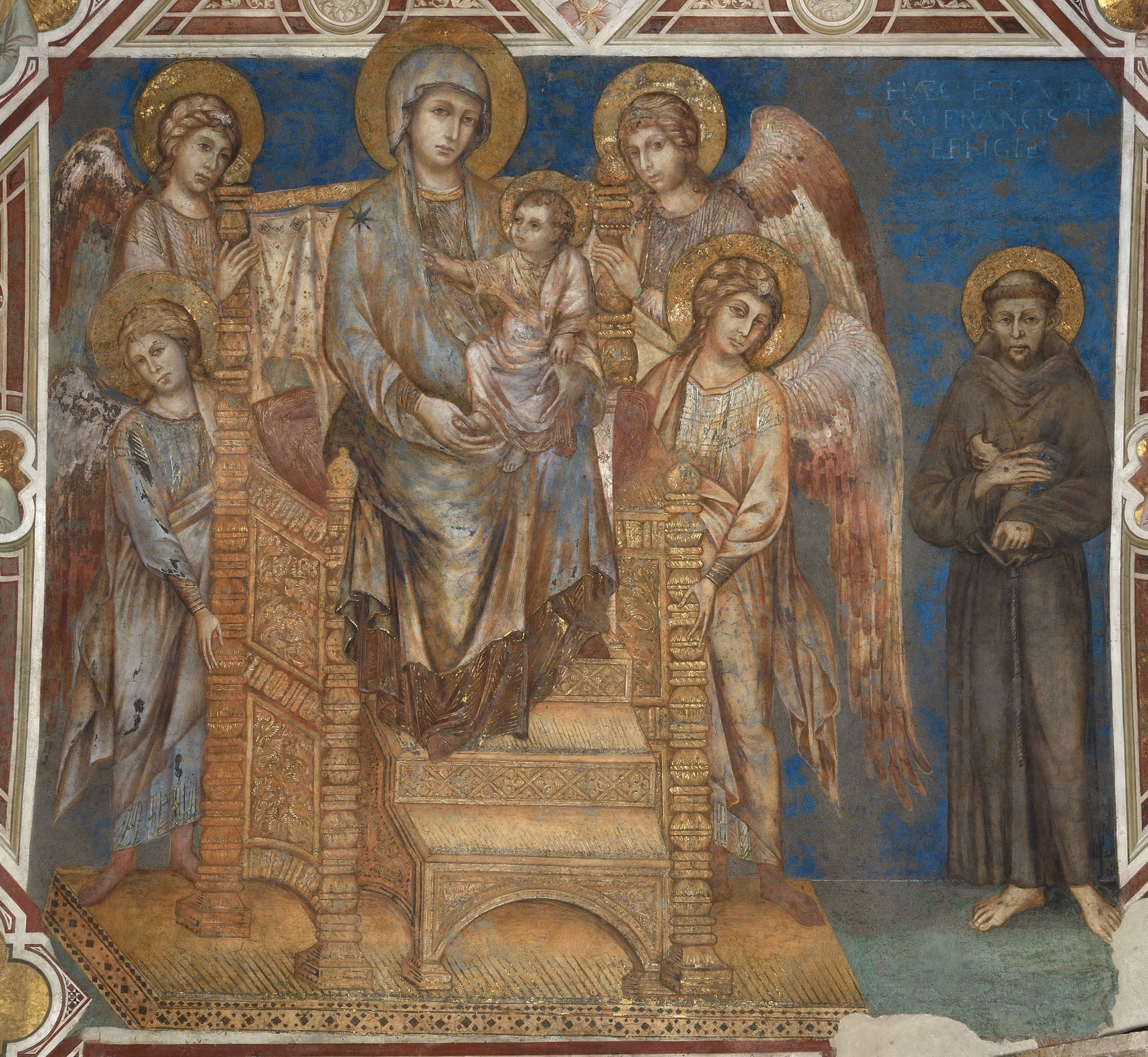
Fresko der thronenden Madonna mit Kind, Engeln und dem hl. Franziskus, ca. 1285–1288, San Francesco, Assisi, Unterkirche

Cimabue [tʃimaˈbuːe] (* ca. 1240 in Florenz; † 1302), eigentlicher Name Cenni di Pepo (Spitzname Cimabue, italienisch = „Ochsenkopf“), war ein in Florenz, Rom, Assisi und Pisa tätiger Maler und Mosaikkünstler des späten 13. Jahrhunderts.

## Leben
Zu Cimabues Leben ist wenig bekannt. Dokumentiert ist seine Anwesenheit in Rom am 8. Juni 1272, wo in einem notariellen Akt sein Name und sein Geburtsort („Florentia“) genannt werden. Am 1. und am 5. November 1301 nahm er in Pisa gemeinsam mit einem Künstler aus Lucca den Auftrag für eine Maestà an; kurz darauf starb Cimabue. Sein Tod ist für den 24. Januar 1302 dokumentiert. Am 19. März 1302, wird in einem florentinischen Dokument erwähnt, dass Cimabues Erben ein Haus im Popolo di San Maurizio in Fiesole besitzen.
In der kunstwissenschaftlichen Forschung weist man ihm unter anderem Fresken im Querschiff und der Apsis der Oberkirche von San Francesco in Assisi zu, die er zwischen 1285 und 1292 ausgeführt haben soll. Unter den Cimabue zugeschriebenen Tafelbildern sind das große Triumphkreuz (ca. 1272–1280) für die Florentiner Franziskaner-Kirche Santa Croce und die heute in den Uffizien ausgestellte Maestà für die Kirche Santa Trinita, ebenfalls in Florenz, zu nennen. Cimabues künstlerisches Werk ist bis auf den urkundlich belegten Entwurf für das wahrscheinlich erst nach seinem Tod ausgeführte Apsis-Mosaik nur auf Basis stilkritischer Überlegungen zu rekonstruieren, die sich zum Teil auf Giorgio Vasaris Biografie des Künstlers in seinen Viten (1550/1568) stützen.
Für die Legende, dass Cimabue Giottos Lehrer gewesen sei, gibt es keinen Beleg. Diese geht zurück auf Dantes Lob Giottos, dass dieser Cimabue übertroffen habe (Göttliche Komödie, Purgatorium, 11.94–95, 1321), und eine erstmals im sogenannten Falso Boccaccio des späten 14. Jahrhunderts überlieferte Entdeckung des jungen, Schafe zeichnenden Giotto durch den älteren Cimabue. Diese Anekdote wurde von Lorenzo Ghiberti in seinen Commentarii (um 1447/1448) und im Libro di Antonio Billi (frühes 16. Jahrhundert) wiederholt und dann von Vasari übernommen.

## Werke (Auswahl)
- Triumphkreuz für San Domenico in Arezzo, Tempera und Gold auf Holz, 1268–1271
- Freskenzyklen von der Passion Christi, der Apokalypse und dem Leben der Jungfrau Maria in der Basilika San Francesco in Assisi, um 1285–1292
- Evangelist Johannes, Teil des Apsis-Mosaiks, Dom zu Pisa, um 1302

### In Museen
- Triumphkreuz für Santa Croce in Florenz, Tempera und Gold auf Holz (Zustand vor 1966), um 1272–1280, Museo di Santa Croce, Florenz
- Maestà aus San Francesco in Pisa, Tempera und Gold auf Holz, um 1275–1300, Musée du Louvre, Paris
- Polyptychon mit Szenen der Passion Jesu, Tempera und Gold auf Holz, um 1280, Teile in der National Gallery, London, in der Frick Collection, New York, und seit 2019 dem Louvre, Paris
- Maestà aus Santa Trinita in Florenz, Tempera und Gold auf Holz, um 1290–1300, Uffizien, Florenz

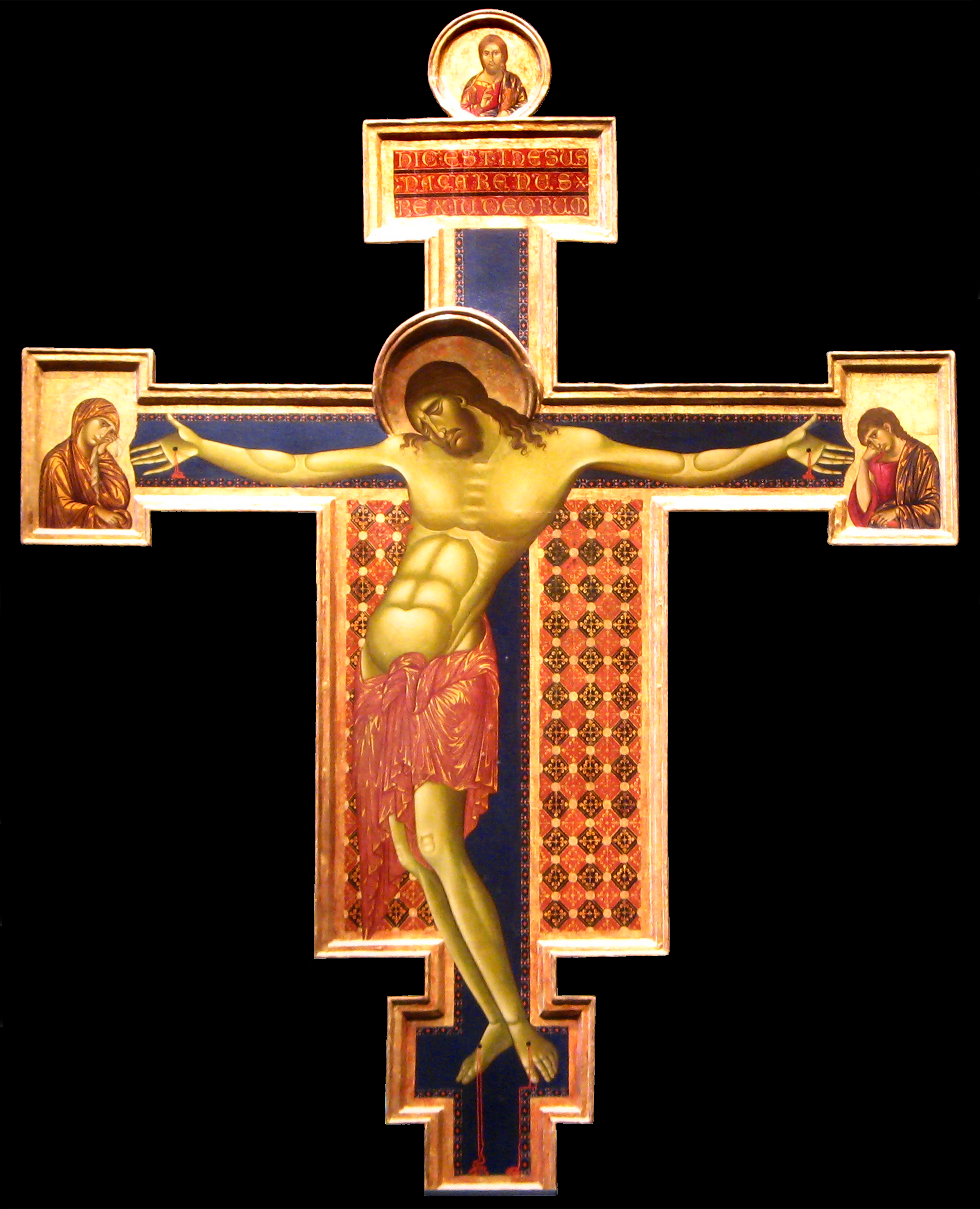
Triumphkreuz für San Domenico in Arezzo, 1268–1271, San Domenico, Arezzo
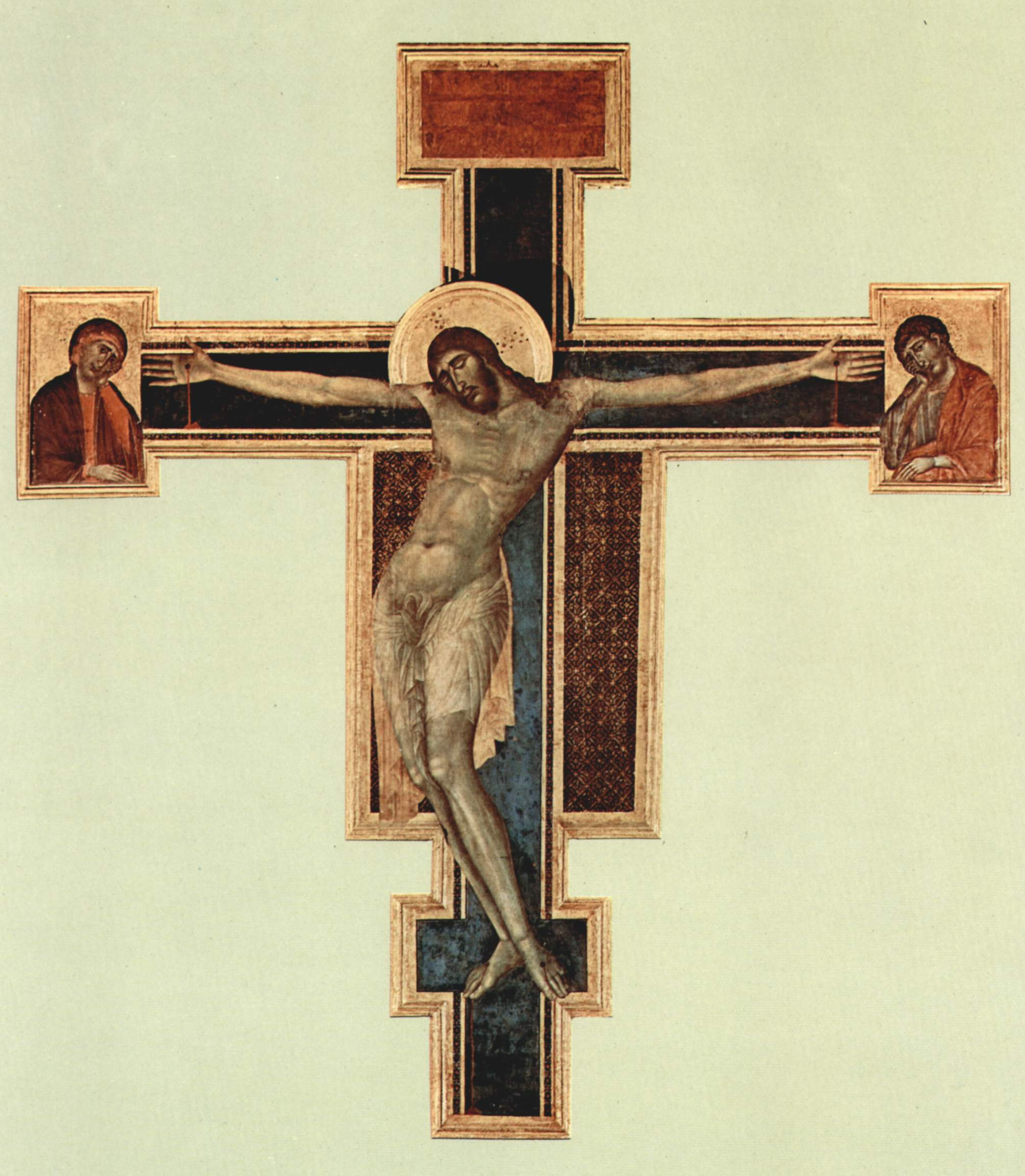
Triumphkreuz für Santa Croce in Florenz (Zustand vor 1966), um 1272–1280, Museo di Santa Croce, Florenz
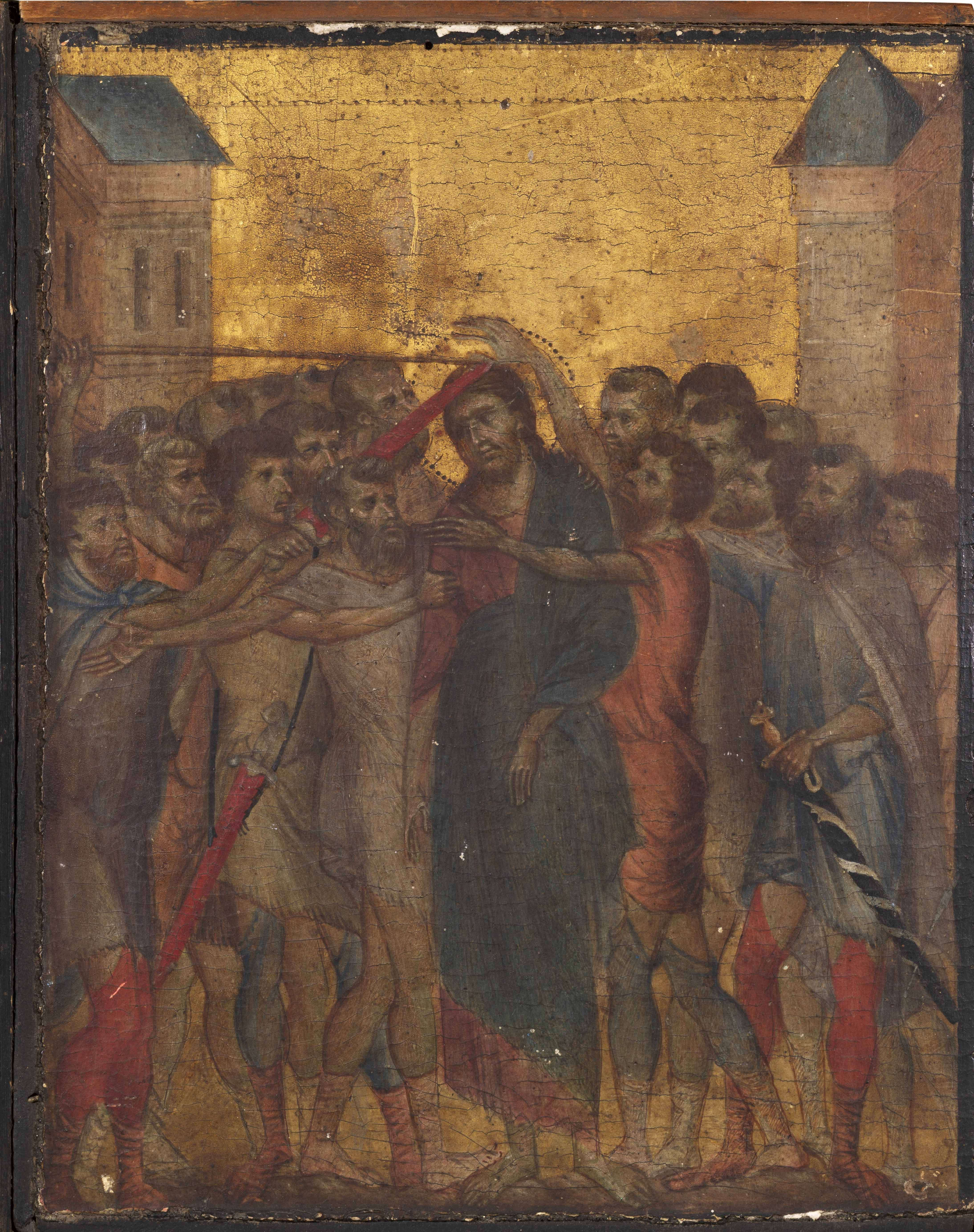
Verspottung Christi, um 1280, Louvre, Paris
Maestà aus San Francesco in Pisa, um 1275–1300, Louvre, Paris
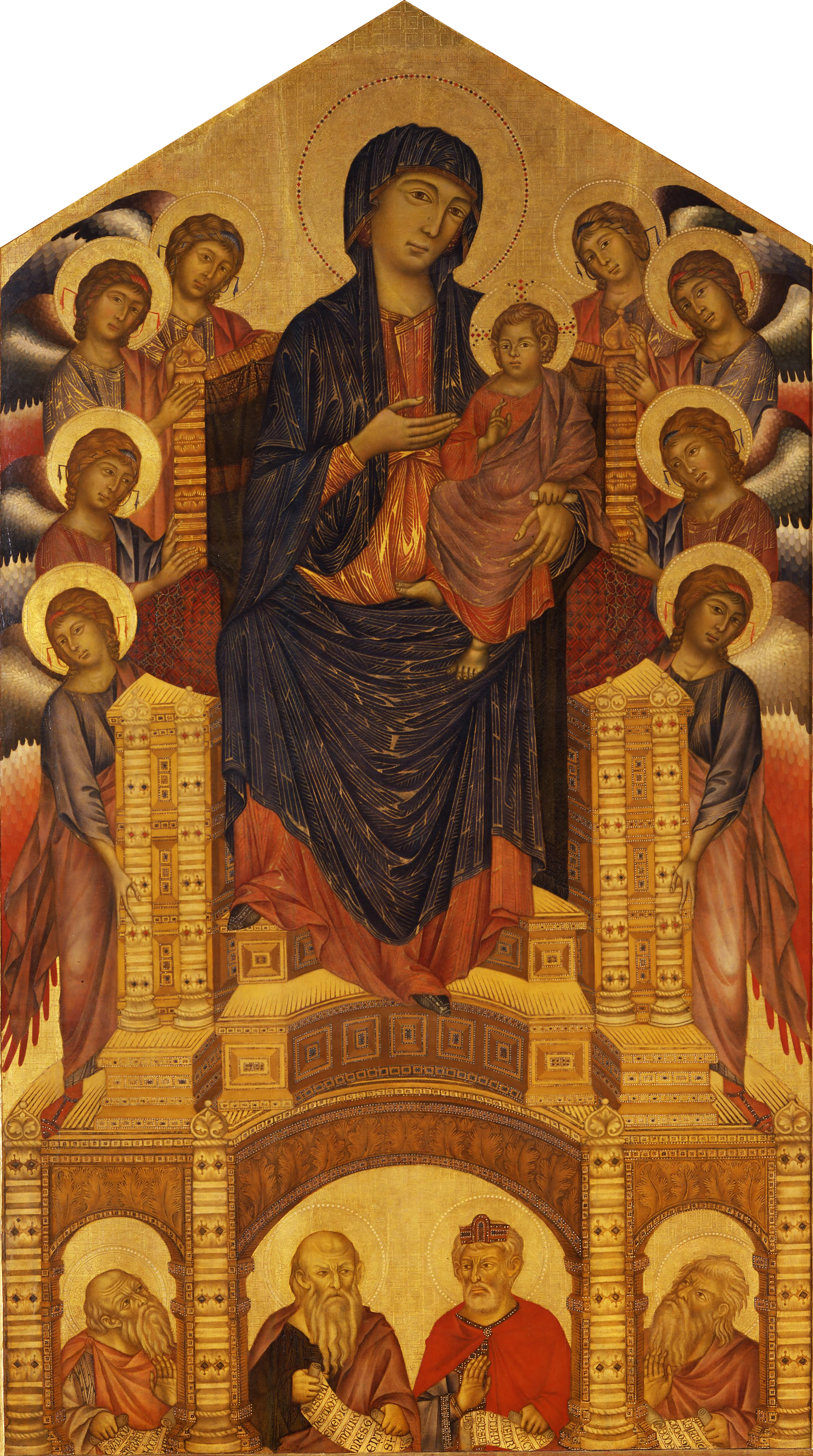
Maestà aus Santa Trinita in Florenz, um 1290–1300, Uffizien, Florenz

## Ehrungen
Nach Cimabue ist der Asteroid (11578) Cimabue benannt.